# ジーゲンボック
ジーゲンボック (ZiegenBock) は、アメリカ合衆国の大手ビール製造会社であるアンハイザー・ブッシュが、テキサス州で醸造生産しているドイツ風のアンバー・ラガービール。宣伝文句は「for Texans by Texans,（テキサス人のためにテキサス人が作る）」であり、もっぱらテキサス州とニューメキシコ州に出荷されている。「Ziegenbock」は、ドイツ語で「雄ヤギ」を意味する言葉である。
ジーゲンボックは、テキサス州で醸造された、輸入ホップとスペシャリティモルト (speciality malts) を使用したボック・スタイルのビールとして市場に供給されている。広い意味でのクラフトビールの一種とされるが、ブルワーズ・アソシエーション (BA) の定義には当たらず「フェイク・クラフトビール」とされることもある。テキサス産のビールとしては、地元シャイナーのスペッツル・ブルワリーが醸造するシャイナー・ボック (Shiner Bock) と競う位置に置かれている。 ジーゲンボックは、アンハイザー・ブッシュのヒューストン醸造所で生産されている。シャイナー・ボックや、アンハイザー・ブッシュの別ブランドであるアンバー・ボック (Amber Bock)と同様に、ジーゲンボックもビール審判資格プログラム (BJCP) のスタイル・ガイドラインには従っておらず、風味の特徴や効能においてBJCPがいうボックには当たらない。

## ジーグフェスト
ジーグフェスト (Ziegfest) は、ジーゲンボックとその母体であるアンハイザー・ブッシュがスポンサーとなって毎年行われている音楽祭である。ジーグフェストの中心となるのは、レッド・ダートのミュージシャンたちである。ひと月ほどの間に、数カ所の会場で各種のイベントが組まれるのが通例である。
また、ジーゲンボック・ミュージック・フェスティバル (ZiegenBock Music Festival) という1日のイベントもある。